# Croton perimetralensis
Croton perimetralensis é uma espécie de planta da família Euphorbiaceae e do gênero Croton.   É uma liana encontrada no bioma amazônico.

## Taxonomia
O táxon foi descrito oficialmente em 1992 por Ricardo de Sousa Secco. 
Foi coletada originalmente na rodovia Perimetral Norte, ao norte de São Gabriel, perto de Igarapé Freiras, no estado brasileiro do Amazonas.
Na mesma publicação em que foi descrita, Ricardo descreveu também as espécies Croton grazielae e Croton javarisensis.